# Città di Ryde
La città di Ryde è una Local Government Area che si trova nel Nuovo Galles del Sud. Essa si estende su una superficie di 40,65 chilometri quadrati e ha una popolazione di 103.038 abitanti. La sede del consiglio si trova a Ryde.